# Mistrzostwa Świata w Saneczkarstwie 1981
Mistrzostwa Świata w Saneczkarstwie 1981 – dwudziesta edycja mistrzostw świata w saneczkarstwie, rozegrana w 1981 w szwedzkim Hammarstrand. Mistrzostwa odbyły się tam już po raz trzeci (wcześniej w 1967 i 1975). Rozegrane zostały trzy konkurencje: jedynki kobiet, jedynki mężczyzn oraz dwójki mężczyzn. W tabeli medalowej najlepsza była Niemiecka Republika Demokratyczna.

## Wyniki

### Jedynki kobiet
| Medal | Zawodniczka      | Państwo | Czas | Strata |
| ----- | ---------------- | ------- | ---- | ------ |
|       | Melitta Sollmann | NRD     |      |        |
|       | Cerstin Schmidt  | NRD     |      |        |
|       | Wiera Zozula     | ZSRR    |      |        |

### Jedynki mężczyzn
| Medal | Zawodnik         | Państwo | Czas | Strata |
| ----- | ---------------- | ------- | ---- | ------ |
|       | Siergiej Danilin | ZSRR    |      |        |
|       | Michael Walter   | NRD     |      |        |
|       | Ernst Haspinger  | Włochy  |      |        |

### Dwójki mężczyzn
| Medal | Zawodnicy                            | Państwo | Czas | Strata |
| ----- | ------------------------------------ | ------- | ---- | ------ |
|       | Bernd Hahn/Ulrich Hahn               | NRD     |      |        |
|       | Bernd Oberhoffner/Jörg-Dieter Ludwig | NRD     |      |        |
|       | Hans Stangassinger/Franz Wembacher   | RFN     |      |        |

## Klasyfikacja medalowa
| Miejsce | Państwo | złoto | srebro | brąz | Razem |
| ------- | ------- | ----- | ------ | ---- | ----- |
| 1.      | NRD     | 2     | 3      | 0    | 5     |
| 2.      | ZSRR    | 1     | 0      | 1    | 2     |
| 3.      | RFN     | 0     | 0      | 1    | 1     |
| 3.      | Włochy  | 0     | 0      | 1    | 1     |